# Rolf Klemmt
Rolf Michael Klemmt (* 1938 in Leipzig) ist ein deutscher Germanist, Autor und literarischer Übersetzer aus dem Finnischen. Er lebt seit 1964 in Finnland und ist emeritierter Professor der Universität Jyväskylä, an der er zuletzt Direktor am Germanistischen Institut war.

## Biografie
Rolf Klemmt wurde 1938 in Leipzig geboren, wo er 1956 Abitur machte. Nachdem er anschließend ein Jahr als Bauhelfer gearbeitet hatte, übersiedelte er in die BRD, musste in Frankfurt (Main) noch das ‚Westabitur‘ nachholen, bevor er in Freiburg und Heidelberg Germanistik, Philosophie und Kunstgeschichte studierte mit Promotion 1964. Bald darauf emigrierte Klemmt nach Finnland, das zu seiner Wahlheimat wurde. Zunächst war er „als Lektor für deutsche Sprache und Kultur an der Universität Jyväskylä“ beschäftigt. Nach einem Intermezzo von 1969–74 als Leiter der Zweigstelle Jyväskylä des Goethe-Instituts München kehrte er zurück zur Universität Jyväskylä und blieb bis zu seiner Emeritierung dort tätig, zuletzt als Direktor am Germanistischen Institut. Im Ruhestand arbeitet Klemmt seit 2002 als freischaffender Übersetzer.

## Werke (Auswahl)

### Autor
- Suomi-saksa-suomi, Jyväskylä 2012
- Saksan peruskielioppi, Jyväskylä 2009
- Suomi-saksa-suomi-sanakirja, Jyväskylä 2008
- Suomi-saksa-suomi-taskusanakirja, Jyväskylä 1993
- Eine mittelhochdeutsche Evangeliensynopse der Passion Christi, Heidelberg 1964 (Dissertation, 1994 als Mikrofiches)

### Übersetzer
- Olavi Paavolainen: Zu Gast im Dritten Reich 1936 : Rhapsodie, Hamburg 2016
- Anssi Halmesvirta (Hg.): Land unter dem Nordlicht : eine Kulturgeschichte Finnlands, Darmstadt 2013
- Pekka Kivikäs: Vorhistorische Felsmalerei in Finnland, Jyväskylä 1997